# Angelica acutiloba
Angelica acutiloba är en växtart i släktet kvannar (Angelica) och familjen flockblommiga växter. Den beskrevs av Philipp Franz von Siebold och Joseph Gerhard Zuccarini som Ligusticum acutilobum, och fick sitt nu gällande namn av Masao Kitagawa 1937.
Arten är en perenn ört som förekommer i centrala Japan.

## Varieteter
Arten har tre varieteter:
- A. a. var. acutiloba
- A. a. var. iwatensis
- A. a. var. lineariloba